# Аграрна біржа

Логотип Аграрної біржі

Агра́рна бі́ржа — це єдина державна товарна біржа в Україні. Створена у 2005, вона забезпечує рівні умови для всіх учасників біржової торгівлі та сприяє розвитку ринку товарних деривативів, базовим активом яких є сільськогосподарська продукція.
Впродовж останніх років, Аграрна біржа займає провідні позиції з організації торгівлі сільськогосподарськими товарами в Україні.[недоступне посилання]
На торговому майданчику Аграрної біржі можна укласти контракти на умовах спот і форвард.
Аграрна біржа забезпечує:
- Максимальне спрощення пошуку ринку збуту та постачальників;
- Прозорість ринкового ціноутворення;
- Свободу здійснення брокерської діяльності (членами Аграрної біржі стали понад 50 брокерських контор);
- Безкоштовні та якісні консультації спеціалістів відділу торгів та юридичного відділу щодо ринкової кон'юнктури, процедури укладення договорів, вирішення спорів та інших питань, які стосуються біржової торгівлі;
- Організацію державних закупівель сільськогосподарської продукції.

Аграрна біржа володіє розгалуженою мережею регіональних відділень і представлена в кожному регіоні України, що дозволяє скоротити час на укладення угод та знизити фінансові витрати на їх реєстрацію.